# Bispebjerg Kollegiet
Bispebjerg Kollegiet (tidligere Keops Kollegierne Bispebjerg) er et kollegium, der er beliggende på Bispebjerg i København.
Kollegiet, der er tegnet af Arkitektfirmaet C.F. Møller, blev indviet i sommeren 2006. De to bygninger på 8 og 9 etager er udformet i modernistisk stil som et U med åbning mod syd som en stor åben atriumgård. Der er i alt 252 lejligheder, hvoraf de 70 er udlejet til udvekslingsstuderende. Oprindeligt havde kollegiet navnet efter bygherren, ejendomsselskabet Keops, men efter dettes kollaps, ændredes kollegiets navn til det nuværende.
Kollegiet ligger ud til Tagensvej – lige ved siden af Bispebjerg Station.